# Mari Gilbert
Mari Gilbert (22 de juny de 1964 - 23 de juliol de 2016) va ser una activista nord-americana i defensora de les víctimes d'assassinat arran de l'assassinat de la seva filla Shannan el 2010.

## Biografia
Gilbert defensava la seva filla, Shannan, una dona de 24 anys de Nova Jersey que va desaparèixer el maig del 2010; la investigació de la desaparició de Shannan va conduir al descobriment de deu víctimes d'homicidi disperses al llarg de Ocean Parkway a Nova York. Els investigadors van creure que Shannan va morir d'un ofegament accidental que no estava relacionat amb els crims de l'assassí en sèrie de Long Island, però Gilbert va desafiar la troballa i va lluitar perquè el cas es reobrís com a investigació d'assassinat. Una autòpsia independent buscada per la família de Gilbert va trobar que Shannan podria haver estat escanyat fins a la mort. Gilbert i les seves altres filles (Sarra i Sherre) apareixerien sovint en programes de televisió discutint el cas.

### Mort
Una de les seves filles, Sarra acabaria matant Gilbert d'una punyalada a l'edifici d'apartaments de Sarra al carrer Warren a Ellenville, Nova York, el 23 de juliol de 2016. Sarra patia esquizofrènia. Un informe afirmava que Sarra "tenia veus al cap que li deien que portés a terme el crim". Sarra va ser acusada d'assassinat en segon grau i possessió d'una arma en quart grau, condemnada per assassinat, i condemnada a 25 anys de presó l'agost del 2017. Està empresonada al centre correccional per a dones de Bedford Hills.

## A la cultura popular

### Cinema
- A la pel·lícula original de Netflix Lost Girls de l'any 2020, Gilbert és interpretada per Amy Ryan.[12]